# 桂叶素馨
桂叶素馨（学名：Jasminum laurifolium），又名岭南茉莉（中国树木分类学），为木犀科素馨属的植物。分布在缅甸、印度以及中国大陆的广西、海南、云南、西藏等地，生长于海拔1,200米的地区，一般生于丛林、山谷和岩石坡灌丛中，目前尚未由人工引种栽培。